# Kid Icarus (Computerspiel)
Kid Icarus (japanisch 光神話 パルテナの鏡 Hikari Shinwa: Parutena no Kagami) Ⅰ ist ein Computerspiel des Unternehmens Nintendo aus dem Jahr 1986. Es ist das erste Spiel der Kid-Icarus-Reihe und erschien ursprünglich für das Famicom Disk System (FDS) in Japan. In anderen Teilen der Welt wurde das Spiel für das Nintendo Entertainment System (NES) veröffentlicht. Die FDS-Version bietet Speicherstände, die für das NES enthält stattdessen ein Speicherpasswort-System. Später erschien eine Umsetzung für den Game Boy Advance, emulierte Versionen für die Virtual Console der Wii und Wii U sowie für das Nintendo Classic Mini: Nintendo Entertainment System, sowie eine überarbeitete Portierung für den Nintendo 3DS.

## Handlung
Kid Icarus spielt in der Fantasywelt Angel-Land, Ⅱ die an die griechische Mythologie angelehnt ist. Die Hintergrundgeschichte erzählt von einer Zeit, als Menschen und Götter in Harmonie miteinander lebten und als Angel-Land von zwei Göttinnen beherrscht wurde: der Göttin des Lichtes Palutena und der Göttin der Finsternis Medusa. Während Palutena die Menschen mit Licht beglückte und ihnen so half, ihr Saatgut zu kultivieren, verachtete Medusa die Sterblichen und nutzte ihre Finsternis dazu, die Ernten der Menschen zu vernichten und diese aus Spaß mit ihrem magischen Blick zu versteinern. Rasend vor Wut verwandelte Palutena mit Hilfe ihrer göttlichen Kräfte Medusa in ein schreckliches Ungeheuer und verbannte sie auf ewig in die finstersten Tiefen der Unterwelt.
Medusa wollte nicht in ihrem Exil verharren. Sie scharte eine Armee von Monstern und bösen Geistern aus der Unterwelt um sich, um Rache an Palutena zu nehmen. Sie machte sich auf zum Palast am Himmel und ein Krieg zwischen ihrer Armee und den Wächtern Palutenas brach aus. Palutenas Wächter wurden geradezu überrumpelt und die Göttin des Lichtes wurde gefangen genommen. Medusa entwendete mit den drei heiligen Schätzen, dem Spiegelschild, den Lichtpfeilen und den Flügel des Pegasus, die drei mächtigsten Relikte der Welt aus dem Palast und vertraute sie ihren stärksten Untertanen an.
Besiegt und eingesperrt gibt es nur eine Hoffnung für Palutena: den Engel Pit, einen jungen Bewohner Angel-Lands, der Hauptmann ihrer Palastgarde und ihr loyalster Diener ist. Pit wurde von Medusa in den Tiefen der Unterwelt eingekerkert. Mit ihrer letzten Kraft schickt Palutena ihm einen magischen Bogen. Damit kann Pit sich aus seinem Verlies befreien, aus der Unterwelt flüchten, durch die Menschenwelt reisen, zum Himmel emporsteigen und dabei die drei heiligen Schätze zurückerlangen. Mit seiner durch die Schätze neu erlangte Kraft fällt Pit in den Palast am Himmel ein und besiegt Medusa. Er befreit Palutena und bringt Angel-Land den Frieden zurück.

## Spielprinzip
Kid Icarus’ Spielweise ist vergleichbar mit der von Metroid, da beide Spiele die gleiche Spiel-Engine nutzen. Das Spiel besitzt Elemente aus mehreren Spielen seiner Zeit, in etwa Super Mario Bros., The Legend of Zelda und Metroid. In der Nintendo-Power-Ausgabe 204 wird über Pit geschrieben, dass er folgendes kann: „Jump like Mario, collect items like Link, and shoot enemies like in Metroid“ (Springen wie Mario, Gegenstände Sammeln wie Link und Schießen wie in Metroid). Zudem gibt es eine Welt, die wie ein Arcade-Shooter aufgebaut ist. Zusätzlich kann man eine Sekundärwaffe haben: den Hammer. Dieser erlaubt es, versteinerte Soldaten Palutenas wieder zu befreien. Diese helfen dann im Kampf gegen die Endgegner aus. Herzen, die man durch das Besiegen von Gegnern gewinnen kann, kann man in Geschäften und auf dem Schwarzmarkt für Gegenstände ausgeben, die im weiteren Verlauf hilfreich sein können. Durch Training mit Zeus kann man stärker werden und mächtige Gegenstände gewinnen. Pit kann nicht fliegen, da seine Flügel im Kerker verkümmert sind. Nur die Flügel des Pegasus lassen ihn fliegen.

## Entwicklungs- und Veröffentlichungsgeschichte
Kid Icarus wurde von der internen Entwicklungsabteilung Nintendo Research & Development 1 in Zusammenarbeit mit dem Auftragsentwickler Tose produziert. Gunpei Yokoi fungierte als Produzent, Satoru Okada übernahm die Regie und Toru Osawa entwickelte das Spielkonzept. Die Musik wurde von Hirokazu Tanaka komponiert. Kid Icarus lag dieselbe Spiel-Engine wie Metroid zugrunde, die sowohl seitlichen als auch senkrechten Bildlauf ermöglichte. Beide Spiele hatten ein Passwortsystem, wodurch man die Spiele nicht auf einmal durchspielen musste. Metroid wurde jedoch erfolgreicher als Kid Icarus und entwickelte sich daraufhin zu einer der bekanntesten Marken von Nintendo, während Kid Icarus trotz großen Erfolges vorläufig nur eine Fortsetzung namens Kid Icarus: Von Mythen und Monstern für Nintendos tragbaren Game Boy erhielt; 2012 erschien Kid Icarus: Uprising.
Für das Forschungsprojekt Our Mythical Childhood … The Reception of Classical Antiquity in Children‘s and Young Adults‘ Culture in Response to Regional and Global Challenges der Universität Warschau untersuchte Nanci Santos die Einflüsse der griechischen Mythologie auf Kid Icarus. Der Held des Spiels Pit ähnele dem griechisch-mythologischen Heroen Perseus, der in den Sagen der Bibliotheke des Apollodor die Gorgone Medusa tötet. Der Name Palutenas sei ein Verweis auf die Göttin Pallas Athena, die Perseus dazu anleitet, Medusa zu enthaupten, und ihm dazu einen ehernen Spiegelschild überlässt. Der Übersetzer Clyde Mandelin merkte an, dass zur Herkunft des Namens von Palutena unter anderem neben Pallas Athena auch auf deren Parthenon-Tempel und das griechische Wort παρθένα parthéna „Jungfrau“ verwiesen wird.
Im Mai 2011 veröffentlichte das unabhängige Entwicklungsstudio Flip Industries "Super Kid Icarus", ein inoffizielles Fanspiel im SNES-Stil.

## Rezeption
Das deutschsprachige Spielemagazin Power Play hob die hohe Komplexität des Spiels hervor. Redakteur Martin Gaksch lobte das Spielprinzip als „einleuchtend und logisch“, wenn auch wenig abwechslungsreich. Er kritisierte fernerhin die leicht monotone Grafik.